# Rio Cuticna
O Rio Cuticna é um rio da Romênia, afluente do Vasluieţ, localizado no distrito de Iaşi,

Vaslui.